# Amuri leopárd
Az amuri leopárd (Panthera pardus orientalis) egy leopárd-alfaj, amely az orosz Tengermelléki határterület délkeleti részén és az észak-kínai Csilin (Jilin) tartományban őshonos. A Természetvédelmi Világszövetség (IUCN) Vörös Listáján szerepel mint súlyosan veszélyeztetett faj. 2007-ben csupán 19-26 amuri leopárd maradt életben a vadonban.
További becslések kimutatják, hogy 2015-től kevesebb mint 60 példány marad életben Oroszország és Kína területén. Az amuri leopárd a legritkább nagymacska fajta a Földön.
Az amuri leopárdot távol-keleti leopárdnak is nevezik.

## Előfordulása
Hermann Schlegel írta le először az amuri leopárdot egy Koreából származó prém alapján.
Az amuri leopárd az egyetlen leopárd-alfaj, amely a hideg, havas éghajlathoz alkalmazkodott.
Ásatások során rátaláltak Japánban a pleisztocénből származó leopárd fosszíliákra, viszont a fajtáját nem tudták pontosan beazonosítani.

### Múltbéli elterjedése
Az amuri leopárd elterjedése az eredeti töredékére csökkent. Régebben megtalálható volt Északkelet-Kínában, beleértve a Csilin (Jilin) és a Hejlungcsiang (Heilongjiang) tartományt, valamint a Koreai-félszigetet. Elterjedése Oroszországban az 1970-es évek folyamán drámaian csökkent, így elvesztette az eredeti populációnak közel 80%-át. Előfordulása északon a Japán-tenger partjainál kezdődött, pontosan az északi szélesség 44° 00′-nél, majd délre húzódott 15-30 kilométer hosszan, egészen az északi szélesség 43° 10′-ig. Ennél a pontnál az előfordulási területek nyugat felé folytatódnak, a Szucsan-folyótól (mai nevén Partyizanszkaja-folyó) északra, majd tovább északra, ahol magába foglalja az Usszuri-folyó forrását és annak két jobb oldali mellékfolyóját az Usszuri felső szakaszában, majd nyugatra, Hanka-tó irányában. Az 1950-es években leopárdokat észleltek Vlagyivosztoktól 50 kilométerre északra és a Kedrovaja Pad Természetvédelmi területen. Az amuri leopárd főleg azon területeken található meg, amelyek a szikaszarvas (Cervus nippon) élőhelyéül is szolgálnak.

### Jelenlegi elterjedése
Ma az amuri leopárd megközelítőleg 7200 km² kiterjedésű területen fordul elő.
A leopárdok Oroszországon, Kínán és Észak-Koreán a Tumen folyón keresztül haladnak át a határt jelző magas és hosszú drótkerítés ellenére. A hegyekben a határmenti ökológiai körülményeket még nem figyelték meg. Kínában kameracsapdák segítségével fényképezték le a leopárdokat Vangcsingben (Wangqing), Huncsunban (Hunchun) és a Csilin (Jilin) tartomány keleti részében.
Az amuri leopárdok száma csökkent zsákmányállatainak vadászata és az orvvadászat miatt, mindezt még tetőzte az élőhelyek elvesztése, amit a mezőgazdasági fejlődés és a városfejlesztés okozott. Mindezek ellenére a kameracsapdák és a nyomkövetés kimutatja, hogy a populáció stabil volt az elmúlt 30 évben. Megfelelő védelmi intézkedések mellett nagy lehetőség nyílik arra, hogy a populáció növekedjen, ezzel növelve a túlélési arányokat, valamint az élőhely stabilizálását mind Oroszországban, mind Kínában.

## Megjelenése
Az amuri leopárd sűrű, foltos bundája miatt különbözik más leopárd fajoktól. Szőre halvány krémszínű, főleg télen. Az oldalán található foltok rozettákat alkotnak, amelyek 5 × 5 centiméter nagyságúak, széles körben vannak elosztva 2,5 centiméter távolságban, a gyűrűk vastagok és folyamatosak.
Bundája meglehetősen puha, a szőrszálak hosszúak és vastagok. A hátán lévő szőr hossza nyáron 20-25 milliméter, télen 70 milliméter. Téli bundájának színe lehet világossárga, sárgásvörös – enyhe arany beütéssel – , vagy vörösessárga. Nyári szőrzete világosabb, színezete feltűnőbb. Az amuri leopárd kisméretű, a hímek nagyobbak a nőstényeknél. A hímek nagysága 107-136 centiméter, farkuk hossza 82-90 centiméter, marmagasságuk 64-78 centiméter, testtömegük 32,2-48 kilogramm. A nőstények tömege 25-42,5 kilogramm.

## Életmódja

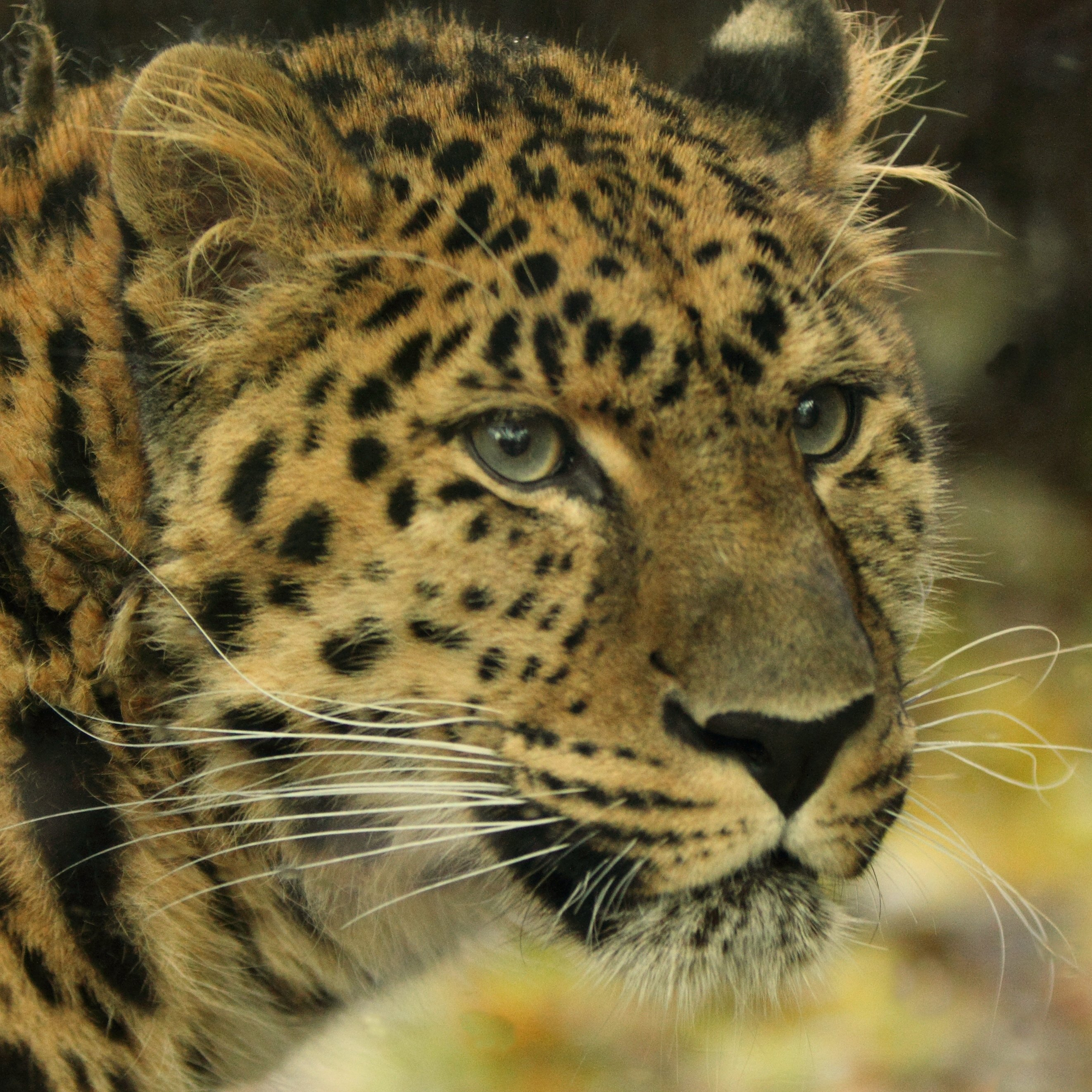
Amuri leopárd a Rotterdami Állatkertben (Diergaarde Blijdorp)

Az amuri leopárd szürkületi állat, és általában röviddel napnyugta előtt indul vadászni. A kora reggeli időszakban szintén aktív. Napközben odúkban vagy sűrű bozótokban bújik el és pihen, ritkán vadászik. Élete nagy részét magányosan tölti, kivéve ha a nősténynek utódai vannak.
Rendkívül megfontoltan választja ki területét. Egy példány territóriumának általában folyómedret választ ki, amely kiterjed a terület természetes topográfiai határáig. Két példány területe néha átfedheti egymást, de ilyenkor is csak enyhén. Nemtől, kortól, és a család méretétől függően egy példány territóriumának 5000 hektártól 30 000 hektárig is terjedhet. Megeshet, hogy különböző egyedek ugyanazokat a vándorlási és vadászútvonalakat, pihenőhelyeket használják több éven keresztül.

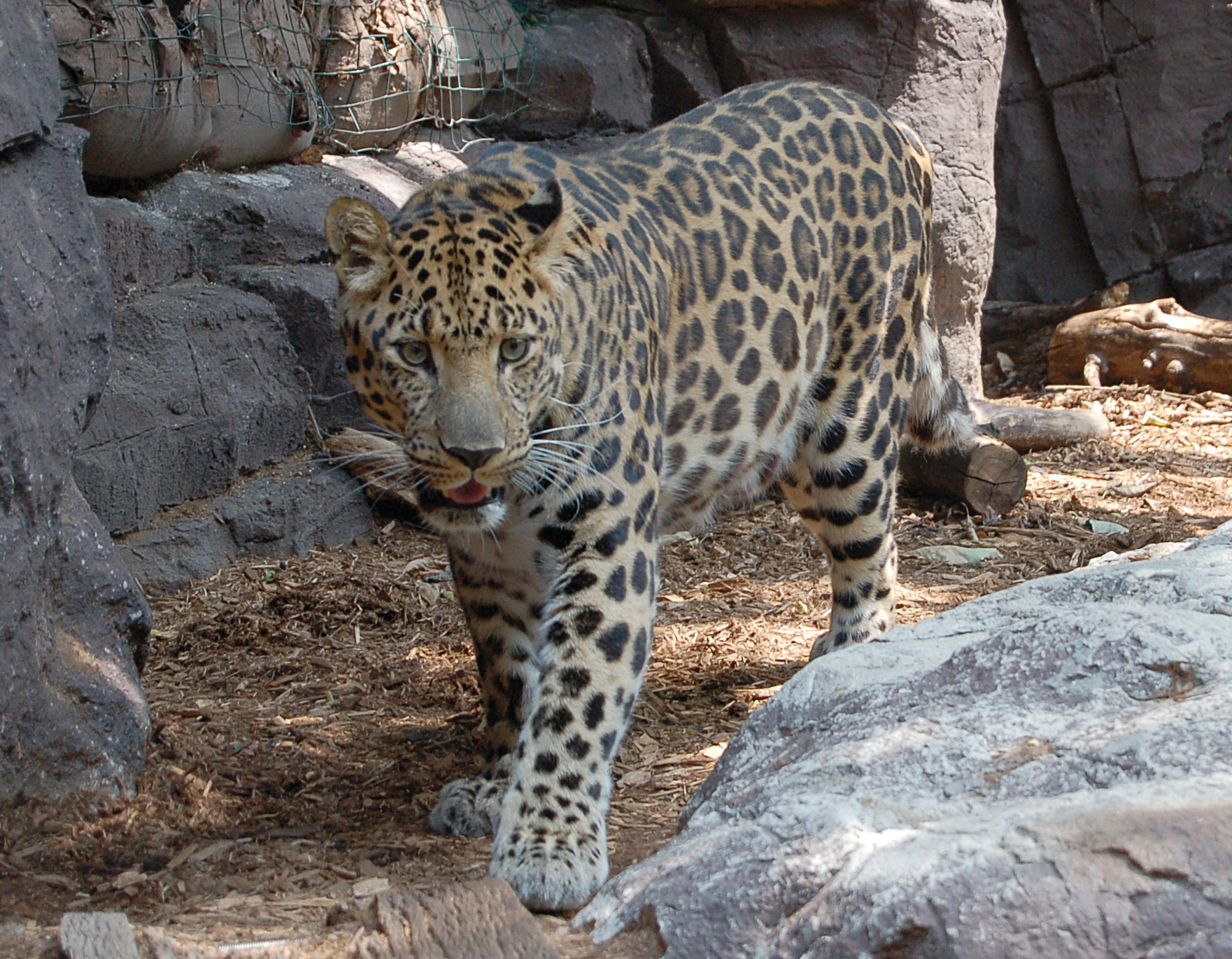
Amuri leopárd a Philadelphia Állatkertben

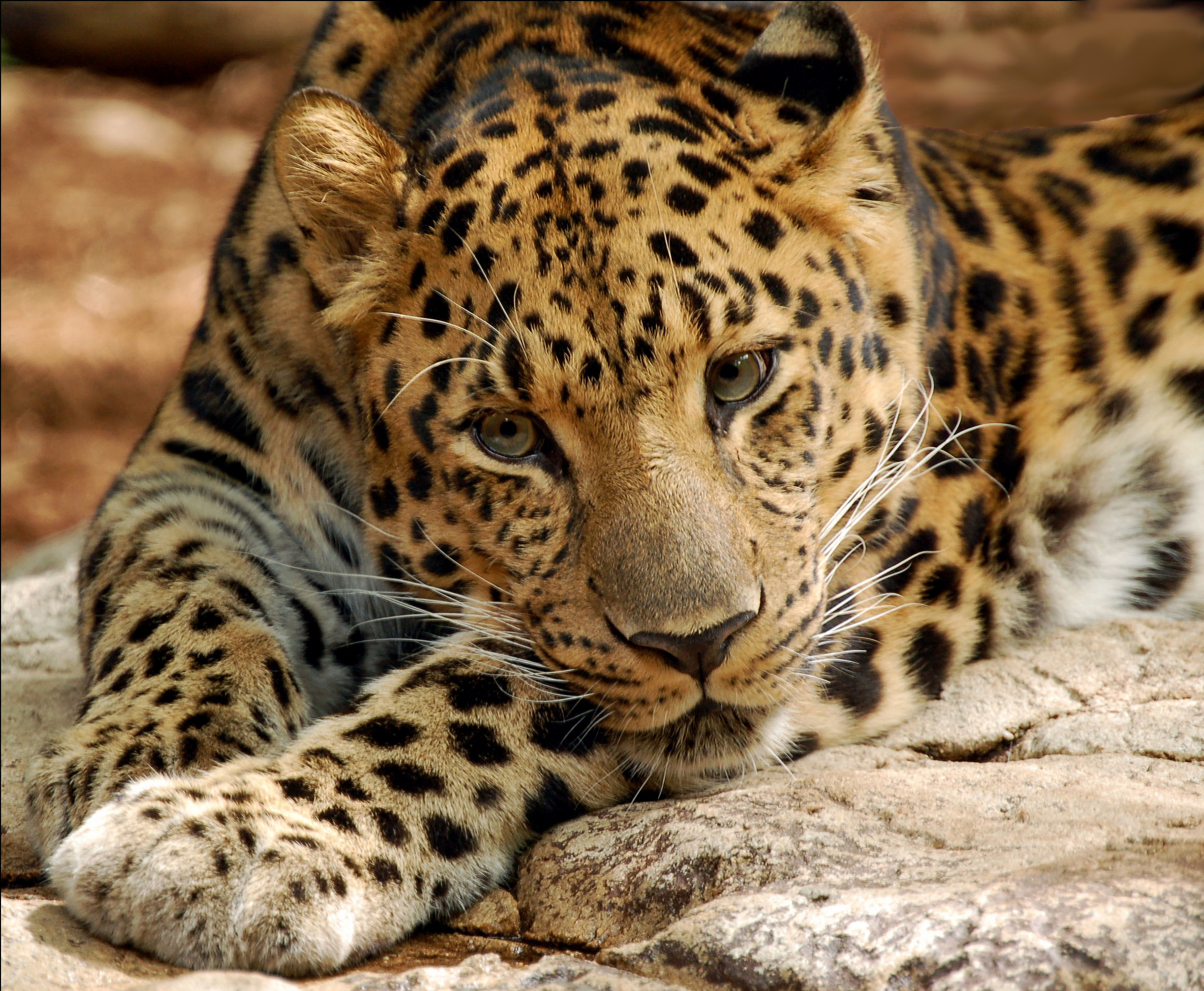
Amuri leopárd az Audubon Állatkertben (New Orleans)

A leopárd állandó élőhelyéül szolgálnak az olyan területek, ahol sok vadon élő állat található. Itt csak függőleges irányban vándorol, patások nyomában, és elkerüli a havat. Az Usszuri-vidéken az amuri leopárd fő zsákmányállata a szibériai őz (Capreolus pygargus), a szikaszarvas, az iszubraszarvas (Cervus canadensis xanthopygus), a szibériai pézsmaszarvas (Moschus moschiferus), a jávorszarvas (Alces alces), és a vaddisznó (Sus scrofa). Ritkábban vadászik nyúlra, tyúk- és lúdalkatúakra, borzra és egerekre. A Kedrovaya Pad Természetvédelmi területen fő zsákmánya egész évben az európai őz, de képesek elejteni a két évnél fiatalabb örvös medvéket (Ursus thibetanus) is.
Amikor a patás állatok száma alacsony, a leopárd otthona akár 100 km² kiterjedésű is lehet.
Az 1990-es évek elején egy amuri leopárdokkal foglalkozó tanulmány során feljegyezték, amint két hím egyed területi vitába keveredett. Ebből a megfigyelésből derült ki, hogy a szarvasfarmok kedvelt élőhelyeik közé tartoznak. Viszonylag gyakran felbukkannak szarvasfarmok közelében nőstény leopárdok kölykeikkel együtt. A nagyszámú háziasított szarvas megbízható táplálékforrás, ezért segítheti a túlélést a nehéz időkben.
Sebessége futáskor elérheti a 60 km/órát. Képes 5,8 méter hosszan és 3 méter magasságba ugrani.

## Szaporodása
A nemi érettséget 2-3 évesen éri el, és szaporodási képessége 10-15 éves koráig tart. Az ivarzás 12-18 napig tart, kivételes esetekben akár 25 napig is. A vemhesség 90-től 105 napig tart, az általános azonban 92-95 napig. Egy újszülött kölyök testtömege 500-700 gramm. A kölykök a 7-től 10. napig nyitják ki a szemüket, és a 12-15. napon már másznak. A második hónapban elhagyják odújukat és már húst esznek. A kölyköket három hónapos korukban megtanítja az anyjuk vadászni. A szoptatás még öt vagy hat hónapon keresztül folytatódik. A kölykök körülbelül 2-3 éves korukban válnak önállóvá. 18 hónapos vagy akár 2 éves korukig az anyjuk mellett maradhatnak. Az 1970-es évekig kölyköket észleltek a Kedrovaya Pad Természetvédelmi területen, a Tengermelléki határterületen és Északkelet-Kínában, leginkább március elejétől május végéig; az almok 2-3 kölyökből álltak. Néhány fogságban tartott példány elérte a 21 éves kort.
Az amuri leopárd tavasszal és kora nyáron szaporodik. A párzási időszak a tél végén, januárban vagy februárban van. Az anya az elkövetkezendő 90-105 napban vemhes. Így az utódok áprilistól júniusig tartó időszakban jöhetnek világra. 1-4 kölyök születhet. Általában másfél-két éves korukban hagyják el anyjukat. 1997-ben az amuri leopárd állomány megszámlálásakor négy nősténynek csupán egy kölyke volt. Rádiótávmérési vizsgálatok eredményei alátámasztották, hogy az utódok két évig anyjukkal maradnak. Kedrovaya Pad Természetvédelmi területen egyidőben figyeltek meg két különböző almot anyjukkal együtt.
Az amuri leopárd évközben bármikor szaporodhat, az almok átlagos mérete 2-3 kölyök. Fogságban akár 20 évig is elélhet, de a vadon élő leopárdok átlagos élettartama ismeretlen. 2003-ban a WSC (Wildlife Conservation Society) nevű szervezet tudósainak sikerült kameracsapdák segítségével lefényképezni egy nyomkövetővel ellátott, megközelítőleg 2-3 éves hím példányt, bizonyítva, hogy az amuri leopárdok képesek megérni a 10 éves életkort természetes élőhelyükön. Bár e kutatások eredményei azt is kimutatják, hogy a halálozási arány a vadonban igen magas lehet.

## Fenyegetettségek
Az amuri leopárdra fenyegetést jelent az orvvadászat, a betolakodó civilizáció, új utak kiépítése, zsákmányállatainak orvvadászata, az erdőtüzek, a betegséghordozókkal való együttélés és az erdőkitermelés.
Mivel alacsony a vadon élő, szaporodóképes amuri leopárdok száma, a génállomány változatossága annyira lecsökkent, hogy a populációt beltenyésztési leromlás (depresszió) fenyegeti.
A tigrisek levadászhatják a leopárdokat, ha csökken a kis- és közepes méretű zsákmányállatok száma. A két ragadozó közötti versengés feltehetőleg nyáron csökken, amikor több kis méretű zsákmány áll rendelkezésre. Télen a feltételek kevésbé kedvezőek a tigrisek számára.

### Orvvadászat
Az amuri leopárdra az orvvadászat jelenti a legnagyobb fenyegetést. 14 hónapon keresztül 2002 februárjától 2003 áprilisáig 7 bőrt vagy a bőrnek egy részét foglalták le, hatot Oroszországban és egyet Kínában. A leopárdokat Oroszországban főleg a helybeliek ölik le, akiknek a faluja a leopárd élőhelyén, vagy amellett található. A legtöbb ilyen falusi lakos illegálisan vadászik; nincs vadászati, sem fegyvertartási engedélye, és nem tagja egyik helyi vadászati szervezetnek sem.
1999-ben az Oroszországban orvvadászok által leölt amuri leopárdok bőrét kínálták 500-tól 1000 dollárig egy védett terület közelében.

### Erdőpusztulás
A legnagyobb veszélyt az emberek okozta erdőtüzek jelentik az amuri leopárdokra. Vidéki gazdák szokása a mezők felégetése, ami által biztosítják az állattartáshoz és legeltetéshez szükséges termékeny földet, elpusztítják a kullancsokat és más rovarokat, láthatóvá teszik a fémhulladékokat és így könnyedén begyűjthetik azokat, és serkentik a páfrány növekedését. A zsenge páfrányokat üzletekben árulják, éttermekben szolgálják fel, Kínába exportálják, ahol közkedvelt étel. Műholdképeket és GIS (Geographic Information System; magyarul: földrajzi információs rendszer) technikákat használó felmérések kimutatták, hogy évente 19%-a ég le a Tengermelléki határterület délnyugati részének, az elmúlt hat évben összesen 46%-a égett le. A gyakori tűzesetek miatt e területek nagy része füves legelőkké alakult át. Ezáltal csökken a leopárdok számára természetes élőhelyül szolgáló területek nagysága. A gyakori tüzek szavanna-szerű vidékeket hoznak létre, ahol csak fű, bokrok és néhány magányos fa nő. A leopárdok látszólag elkerülik ezeket a területeket, valószínűleg a patás állatok alacsony száma miatt.
A nagy szarvasfarmok több mint ezer hektár kiterjedésűek voltak az amuri leopárdok élőhelyén. A szarvastenyésztés jelentős üzletnek számított; a szarvasagancs-bársony felvásárlói főleg ázsiai gyógyszertárak voltak. A szarvasfarmok száma az 1990-es évek óta jelentősen csökkent.

### Fejlesztési projektek
A Tengermelléki határterület délnyugati részén számos gazdasági tevékenységre vonatkozó tervet dolgoztak ki, amelyek veszélyt jelentenek a leopárd túlélésére. A tervet, amelynek alapján kiépítenének egy olajvezetéket, ami Közép-Szibériából ered, áthalad a Tengermelléki határterületen egészen a Japán-tengerig, felfüggesztették. A leopárd élőhelyén lévő nyitott szénbányára vonatkozó tervet nem hajtották végre a környezetvédők és a Természeti Erőforrások Minisztériuma (Ministry of Natural Resources) nyomására. A Tengermelléki határterület délnyugati része jelentős stratégiai fontossággal bír, mivel a fő lakossági központok, a Japán-tenger, Korea és Kína határának közelében fekszik. Így alkalmassá válik olyan gazdasági tevékenységek számára, mint a közlekedés, az ipar, a turizmus és az infrastruktúra fejlesztése. Maga a fakitermelés nem jelent nagy veszélyt, ellenben a farönkök szállítása a kiépített útvonalon növeli az emberi tevékenység negatív hatásait a leopárd élőhelyére.

### Beltenyésztés
Akut problémát jelent a potenciális beltenyésztés. A fennmaradt populáció eltűnhet a genetikai hibák következtében, közvetlen emberi befolyás nélkül is. A változatosság szintje rendkívül alacsony, ami a populáció több generáción keresztüli beltenyészetét jelzi. A genetikai változatosság csökkenése súlyos reprodukciós zavarral és születési rendellenességekkel jár együtt, s ezek akadályozzák néhány genetikai hibával rendelkező kisebb populáció túlélését és szaporodását. A kölykök túlélési aránya csökkent. 1973-ban egy nőstényre 1,9 kölyök jutott, 1984-ben 1,7 és 1991-ben 1,0. E csökkenés mellett nőtt a halálozás aránya, ami bizonyos betegségeknek vagy közvetlen emberi hatásnak az eredménye.
A genetikai elemzések eredményei kimutatják, hogy az amurileopárd-populáció rövid idő alatt veszítette el genetikai változatosságát.
2006-2007-ben az orosz WSC (Wildlife Conservation Society in Russia) orvosbiológiai kutatást végzett három leopárdon, amely bizonyítékot szolgáltatott a potenciális beltenyésztéssel kapcsolatos egészségügyi problémákra. Mindhárom leopárdnak jelentős szívzöreje, és az egyiknek abnormális, 40%-os spermiumtermelése volt. A WSC szerint több kutatásra van szükség a beltenyésztés valamint egyes betegségek okozta kockázatok megértéséhez. Viszont problémát jelent, hogy a vadonban csupán 50 felnőtt amuri leopárd található, amelyek súlyosan veszélyeztetettek.

## Fajmegőrzés

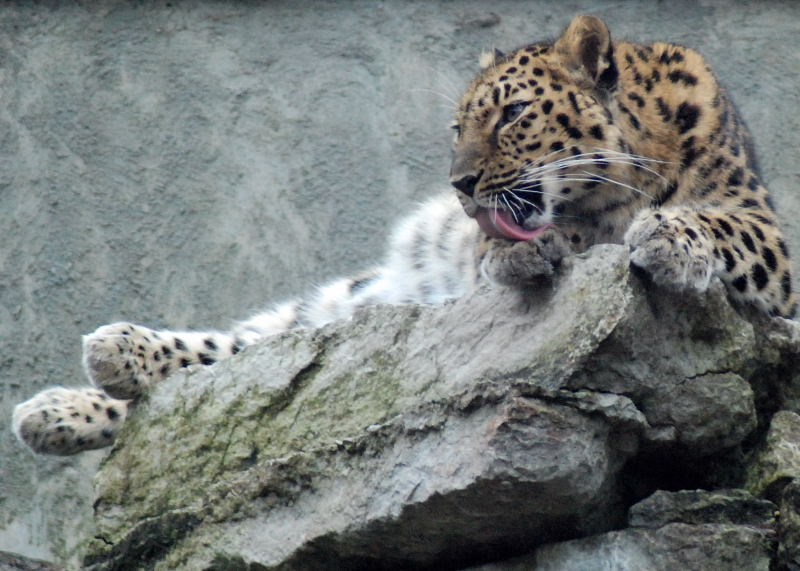
Amuri leopárd a Tallinni Állatkertben

Az ALTA (Amur Leopard and Tiger Alliance) orosz és nyugati természetvédelmi szervezetek koalíciója, céljuk, hogy a veszélyeztetett amuri leopárdot és szibériai tigrist megmentsék a kihalástól, és biztosítsák mindkét faj jövőjét Oroszország távol-keleti régiójában és Északkelet-Kínában. Az ALTA Északkelet-Ázsiában működik azon irányelv szerint, hogy minden félnek együttműködő és koordinált védelmi intézkedéseket kell tennie, azért, hogy ezek a súlyosan veszélyeztetett fajok megmenekülhessenek a kihalástól. Az ALTA együttműködik a helyi, körzeti, szövetségi kormányzati és civil szervezetekkel, hogy megvédjék a régió természeti értékeit a védelmi intézkedések, a fenntartható fejlődés és a helyi közösség bevonásának segítségével. A Phoenix Fund nevű szervezet és a WSC megfelelő keretet biztosít az ALTA projektek megvalósításához, mert szoros együttműködésben áll számos orosz és kínai ügynökséggel. Az amuri leopárdok fenntartásának tekintetében, az ALTA célja, hogy a Tengermelléki határterület délnyugati részén és a Csilin-Hejlungcsiang (Jilin-Heilongjiang) határmenti területen 35 ivarérett nőstény leopárdból álló populációt tartson fenn, és létrehozzon egy második, 20 felnőtt nőstényből álló populációt az amuri leopárdok korábbi területén. Az amuri leopárdok védelmi projektjei a következők:
- négy, 15 tagból álló orvvadászat elleni csapat az amuri leopárdok területén
- helyi rendőrökből és az orvvadászat elleni csapatokból álló különleges egység
- az amuri leopárd-populáció megfigyelése kameracsapdák és nyomkövetés segítségével
- megfigyelése és elemzése annak, hogy a tűzesetek milyen hatást gyakorolnak az amuri leopárdok élőhelyére, valamint a tűzoltás hatékonyságának megfigyelése
- az élőhelyek vizsgálata földrajzi információs rendszer technikájával: az élőhelyek minőségi szerepének felmérése, földtulajdon, földhasználat, védelmi állapot, települések, szarvasfarmok, utak, és emberi települések felmérése adatgyűjtéssel és műholdképekkel
- olyan területhasználati tervek kidolgozása, amelyek figyelembe veszik az amuri leopárd jövőbeni igényeit
- a leopárd élőhelyén lévő védett területek támogatása
- a leopárdok és tigrisek által megölt haszonállatokért való kártérítés
- átfogó oktatási program tanulók és diákok számára a leopárd élőhelyén
- vadászbérletek támogatása
- médiakampány, amely felhívja a figyelmet az amuri leopárd helyzetére

A környezetvédők által szervezett kampány következtében a leopárd élőhelyére tervezett olajvezeték végül nem valósult meg.

### Visszatelepítése a vadonba
1996-ban az ALTA tagjai tervet dolgoztak ki, amely alapján visszatelepítenek leopárdokat a Szihote-Aliny hegylánc déli részére. Egy 2001-es értekezlet során elkészítették egy olyan terv vázlatát, amely szerint amuri leopárdok második populációját telepítik ki az orosz Távol-Keletre. Hogy a visszatelepítés sikeresen legyen, választ kell találni arra az alapvető kérdésre: Miért tűntek el a leopárdok Szihote-Aliny déli részéről a 20. században? Születtek javaslatok, miszerint meg kéne állapítani a lokalizált kihalások okait, támogatni a helyi lakosokat, növelni a zsákmányállatok számát a visszatelepítésre szánt területeken, biztosítani, hogy a kedvező feltételeket, és biztosítani az adott populáció túlélését. Két helyről telepíthetők vissza a leopárdok a vadonba: állatkertből vagy olyan speciális központokban nevelt leopárdokból, ahol egy rehabilitációs programon mennek keresztül, amely felkészíti őket az életre a vadonban.
Ha a visszatelepítés sikerült, nyilvánvaló, hogy a leopárdok fogságban való neveléséből eredő nehézségek leküzdésére kell összpontosítani. Három szükséges viselkedésmódot kell elsajátítaniuk: a szabadon élő zsákmányállatok vadászata és megölése, az ember és a tigrisek elkerülése.
2009 márciusában Oroszország természeti erőforrásokért felelős minisztere Vlagyimir Putyinnal való tárgyalása során megerősítette, hogy a minisztérium új, „importált“ amuri leopárdokat tervez telepíteni az adott területre, megfelelő és biztonságos élőhelyet teremtve számukra. A kormány már átutalta a projekt megvalósításához szükséges összeget.
Az amuri leopárd csúcsragadozó, ami azt jelenti, hogy kulcsfontosságú szerepet játszik az élőhelyén lévő fajok közötti egészséges egyensúly fenntartásában. Ez pedig befolyásolja az erdő és a teljes ökoszisztéma állapotát, amely ellátja mind a természetet, mind az embert étellel, édesvízzel és sok más erőforrással.

### Fogságban

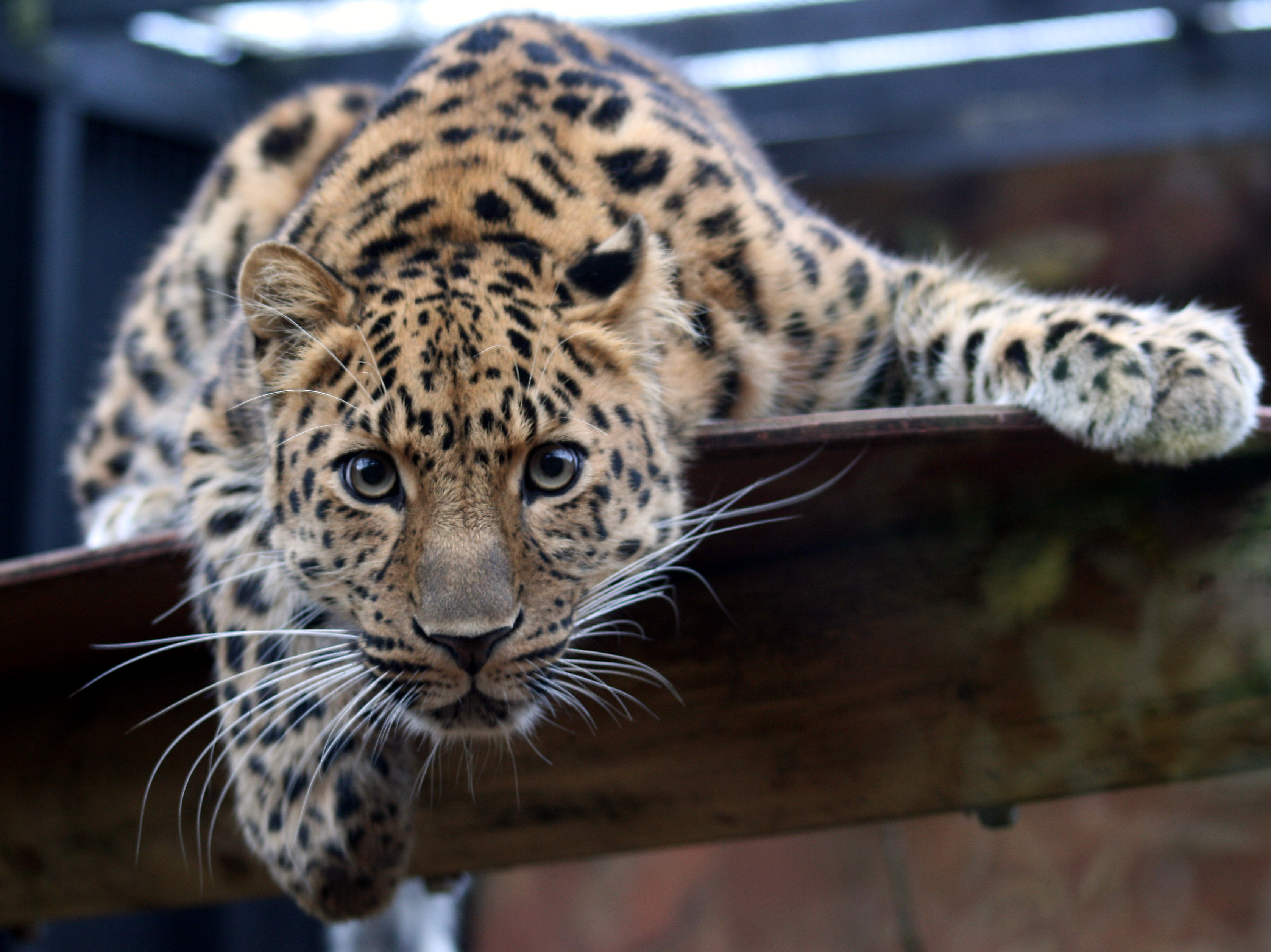
Fiatal amuri leopárd a Colchester-i Állatkertben

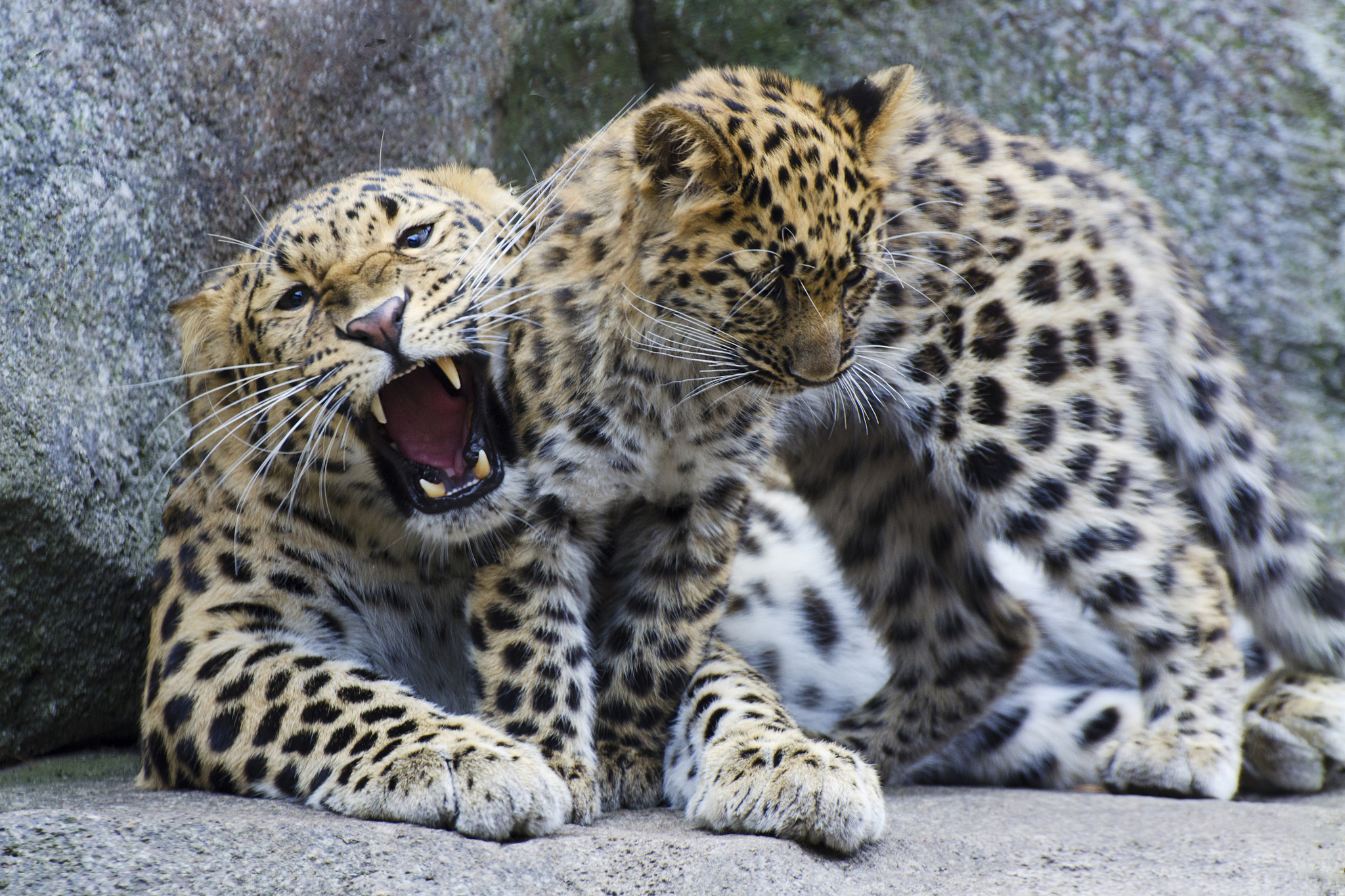
Amuri leopárd kölykével a Minnesota Állatkertben

1961-ben kitenyésztettek egy fogságban tartott amuri leopárd-populációt, amely két vadon született példánytól származott. Egy molekuláris genetikai felmérés kimutatta, hogy legalább e két példány genetikai információja sokkal inkább megegyezik a Panthera pardus japonensis alfajéval, mint bármely vadon született P. p. orientalis genetikai információjával. Ez a megfigyelés megerősíti az amuri leopárdok és az észak-kínai leopárdok genetikai keveredését a fogságban tartott generációknál.
Mind az amerikai, mind az európai állatkertekben élő populációnál megfigyelhető egy génadag, amely nem az amuri leopárdé. Ez a génadag az egyik leopárdé, amelyiktől az egész populáció származik. Az európai fajmegőrzési tenyészprogram (EEP – European Endangered Species Programme) stratégiája a tenyésztés koordinálása annak érdekében, hogy minimalizálják a beavatkozást amennyire csak lehetséges, miközben elfogadható szinten tartják a genetikai sokszínűséget. 1999-ben az összes olyan leopárdot, amely a populáció nem amuri leopárd génjeivel rendelkező alapítójától származik, kizárták a tenyésztésből. Ez az eljárásmód csökkentette ezeket a géneket, és növelte azon példányok számát, akiknél ezek a gének kis mennyiségben találhatók meg.
2011 decemberétől világszerte állatkertekben 173 amuri leopárdot tartanak nyilván. Az európai fajmegőrzési tenyészprogramban (EEP – European Endangered Species Programme) 54 hím és 40 nőstény példány szerepel. Az amerikai és kanadai állatkertekben 31 hímet és 41 nőstényt tartanak számon a PMP-n (Population Management Program) belül.
Kínában a Pekingi Állatkertben találhatók még amuri leopárdok. Ez a populáció egy észak-koreai példánytól származik.

## Előfordulása a médiában
A Tallinni Állatkert 2008 novemberétől kezdett el internetes közvetítést sugározni. Az internethasználók számára ez lehetővé teszi, hogy három webkamerán keresztül nyomon követhessék az állatkert amuri leopárdjainak mindennapi életét, beleértve a leopárd oduját figyelő infra kamerát is.
Az Animal Planet dokumentumfilmje Az utolsó leopárd (The Last Leopard, 2008) az oroszországi amuri leopárdok helyzetéről szól. A Kinn az orosz vadonban című filmsorozat bepillantást nyújt az amuri leopárdok életébe. A Bolygónk, a Föld tévésorozat Sarkkörtől sarkkörig (From Pole to Pole) című bevezető és a Lombhullató erdők (Seasonal forest) című tematikus epizódjában egy nőstény amuri leopárd és a kölyke szerepel. A nőstény neve „Skrytnaya“, ami azt jelenti: „a titokzatos“.[forrás?] A hím kölyök 18 hónaposan elpusztult, mivel beltenyésztésből származott – a kölyök apja egyben Skrytnaya apja is volt.

## Fordítás
- Ez a szócikk részben vagy egészben  az   Amur leopard című angol Wikipédia-szócikk ezen változatának fordításán alapul.  Az eredeti cikk szerkesztőit annak laptörténete sorolja fel. Ez a jelzés csupán a megfogalmazás eredetét és a szerzői jogokat jelzi, nem szolgál a cikkben szereplő információk forrásmegjelöléseként.